# جيراردو راينوسو
جيراردو راينوسو (بالإسبانية: Gerardo Reinoso)‏ هو لاعب كرة قدم ومدرب كرة قدم أرجنتيني في مركز الوسط، ولد في 16 مايو 1965 في لا ريوخا في الأرجنتين. شارك مع منتخب الأرجنتين لكرة القدم. أما مع النوادي، فقد لعب مع أتلتيكو باتروناتو وإل. دي. يو. كيتو وإنديبندينتي وبوكا جونيورز وديبورتيفو كالي وريفر بليت وسانتياغو واندررز وكلوب ليون ونادي أونيفرسيداد كاتوليكا ونادي بالستينو ونادي خورخي ويلسترمان ويونيون إسبانيولا.